# Ibn al-Abbár
Ibn al-Abbár (1199 Valencie – 1260 Tunis) byl úředník, spisovatel a učenec ve službách Hafsidů.
V mládí studoval u předních valencijských učenců a pak cestoval po Al-Andalusu. V Badajozu v roce 1222 jej zastihla zpráva o úmrtí jeho otce, na základě které se vrátil do Valencie a stal se tajemníkem Zajd Abú Zajda, posledního almohadského správce Valencie. Když vypuklo v roce 1229 povstání, uprchl se Zajd Abú Zajdem pod ochranu Jakuba I. Aragonského. Když Zajd Abú Zajd konvertoval ke křesťanství, opustil jej a vrátil se v roce 1231 do Valencie, kde se stal vezírem nového vládce. V roce 1235 byl kádím v Dénii.
Když v roce 1236 Ferdinand III. Kastilský dobyl Córdobu a následně v roce 1237 Jakub I. zvítězil v bitvě o El Puig a Valencie byla přímo ohrožena reconquistou, byl poslán do Tunisu žádat tamního sultána o pomoc. Vyplul nazpátek s pomocí čítající dvanáct lodí, ale nemohla dobytí Valencie zvrátit. Byl pověřen sjednáním kapitulace, pak se uchýlil do Murcie a následně se roku 1240 trvale přestěhoval do Tunisu.
Zprvu dostal vysoké funkce, pak v roce 1248 upadl v nemilost a krátce byl ve vyhnanství v Bidžáji. Hned v roce 1249 mu bylo odpuštěno, ale v roce 1252 byl odeslán do Bidžáji znovu. V roce 1259 byl znovu omilostněn. V roce 1260 byl ovšem upálen.